# Caccia al ragno assassino
Caccia al ragno assassino (In the Spider's Web) è un film per la televisione del 2007 diretto da Terry Winsor. È il terzo della serie di film Maneater.

## Trama
I turisti Gina, John, Stacy, Phil, Geraldin e la loro guida Brian, stanno facendo un'escursione nella giungla indiana. Durante la notte Geraldin viene morsa da un ragno velenoso e il gruppo decide di portarla da un dottore americano, Dr. Lecorpus, che vive nella giungla in una tribu indigena. Una volta giunti al villaggio il Dr. Lecorpus tenta di curare la ragazza mentre Gina, John e Phil decidono di andare alla città vicina per cercare cure mediche, lasciando Stacy e Brian con Geraldin al villaggio. Mentre sono al villaggio Stacy e Brian decidono di fare un giro in un antico e leggendario tempio dei veneratori dei ragni, dove però il fratello del dottor Leocorpus, uno strano individuo venerato come un dio dagli abitanti del villaggio e con la faccia orrendamente mutilata coperta da un cappuccio fatto di seta di ragno li imprigiona con l'aiuto dei ragni.
Intanto Gina, John e Phil giungono in una cittadina: i primi due vanno alla centrale di polizia mentre Phil va in una città più grande sperando di trovare aiuti più consistenti.
Il capo della centrale di polizia della piccola cittadina è il goffo e strampalato sergente Sajan Chaudhri, che, dopo aver ascoltato i ragazzi, decide di indagare andando con la sua jeep e poi a piedi nella giungla fino al villaggio, dove però viene catturato dagli indigeni. Il Dr. Lecorpus lo libera e gli dice che Geraldin, guarita, è partita poco prima con gli altri ragazzi e lo convince ad andare a visitare il sacro tempio; il sergente Chaudhri accetta e, una volta giunto al tempio, il fratello di Lecorpus cerca di ucciderlo senza riuscirci e l'impacciato sergente si perde nelle viscere di quel luogo. Intanto Phil è arrivata in una città più civilizzata e, leggendo un giornale, scopre che il Dr Lecorpus è ricercato per spaccio illegale di organi e così la polizia interviene per aiutare i ragazzi, facendosi guidare da Phil nella giungla.
Nel frattempo, non vedendo più arrivare il sergente Chaudhri, Gina e John tornano al villaggio dove, di nascosto, assistono ad un rito nel tempio; la loro amica Stecy viene immobilizzata con del veleno di ragno e viene portata nelle viscere del tempio dal fratello di Lecorpus. Nonostante i due ragazzi vengano catturati riescono a fuggire e si nascondono nel tempio dove ritrovano sano e salvo il sergente Sajan Chaudri. Insieme i tre libera Stecy, per Brian non c'è più nulla da fare i ragni che lo hanno morso erano mortali, nonostante siano inseguiti riescono a fuggire superando un baratro profondo aggrappandosi alle grosse ragnatele la presenti. John però non riesce a passare e rimane bloccato sull'altra lato, Chaudhri con la ragazza esce dal tempio promettendo a John di tornare a prenderlo. I tre vengono inseguiti dal mutilato fratello di Lecorpus che sta per uccidere Chaudhri quando la polizia guidata da Phil sopraggiunge e uccide l'inseguitore. Ormai salvi i ragazzi e il sergente Chaudhri tornano in città mentre la polizia cerca John nel tempio senza trovarlo.